# Kallbadhuset, Trollhättan

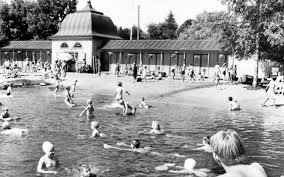
Strandbadet och kallbadhuset

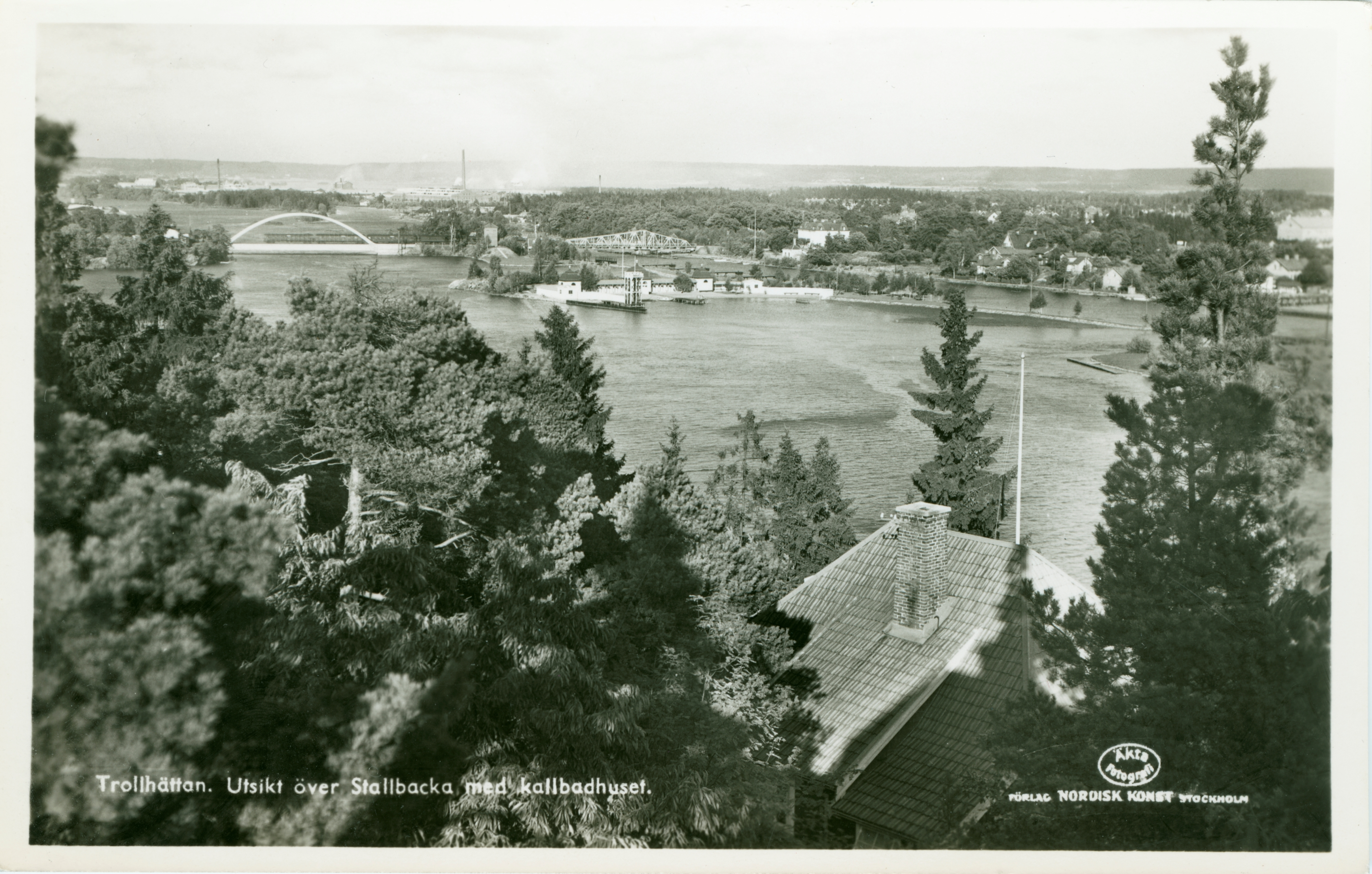
Utsikt från västra sidan av Göta älv över Stallbacka. Kallbadhuset på Mossberget ligger mitt i bilden.

Trollhättans kallbadhus var ett kallbadhus på ön Mossberget i Göta älv, omedelbart norr om Spikön, i Trollhättan.
Kallbadhuset förstördes i en brand i slutet av 1960-talet. Under 2000-talet har diskuterats att återställa en allmän badplats på platsen.
Platsen kallas Spiköns vadplats i avvaktan på ett diskuterat iordningställande till allmän badplats.